# Conservatório Municipal Maestro Henrique Castellari
O Conservatório Municipal Maestro Henrique Castellari é um espaço dedicado para o ensino de música instrumental, canto e dança localizado na cidade de Salto, no interior do estado de São Paulo. 

## Fundação
Em 1966, Elizabethe Milanez realiza a fundação do Conservatório Municipal Maestro Henrique Castellari, nome em homenagem a um dos músicos importantes sobre a história musical da cidade de Salto. Localizado na região central da cidade, Atualmente, o conservatório é considerado um importante espaço cultural, onde são ministrados cursos de instrumentos musicais, dança e canto. Juntamente com o conservatório encontra-se o auditório com capacidade para 180 lugares, com o nome de outro compositor renomado de Salto, Odmar Amaral Gurgel ou GAÓ. No ano de 1988, Gaó foi homenageado ao batizarem com seu nome o auditório Maestro Gaó, onde no Conservatório Musical é realizado as audiências. 

### Homenagem ao maestro
O maestro e compositor Henrique Castellari foi um imigrante italiano que exerceu diversas atividades artísticas na cidade de Salto, entre as quais está a regência da Banda Musical Saltense. Henrique Castellari teve seu início aos estudos musicais com João Francisco das Chagas, seu professor e pai de Luiza Isabel das Chagas sua esposa, onde se casou no ano de 1900. Seu casamento gerou 9 filhos com Luisa: Luiz, João, José Maria, Benedita, Odália, Maria Inácia, Belmira, Henrique e Eduardo. logo após junta-se a banda do maestro de ITU, João Narciso do Amaral, onde finaliza seus estudos. Eurico, no início da sua carreira musical, faz parte do Coro e Orquestra Nossa Senhora do Monte Serrat, da Igreja Matriz.
Em 1902 Castellari já era regente da Banda Musical Saltense, fundada em 1878. Dirigindo-a por cerca de 50 anos, alcançou considerável destaque no cenário estadual. A sede dessa banda, à Rua Dr. Barros Júnior, foi construída por sua iniciativa entre os anos de 1919 e 1922.
Henrique Castellari foi uma figura central na cena musical de Salto. Reconhecido por seu talento e dedicação.
Sua influência foi fundamental para a formação de centenas de músicos na cidade. Além de regente, foi também compositor e uma liderança na comunidade, sendo o responsável pela iniciativa da construção da sede da banda, localizada na Rua Dr. Barros Júnior, entre 1919 e 1922. A banda era carinhosamente conhecida como "banda brasileira", em um contraponto à "banda italiana" existente na época.
Em reconhecimento à sua imensa contribuição para a música e a cultura local, o conservatório da cidade. 

## Cursos atualmente
Dentre os cursos ofertados no conservatório:  
Balé, Musicalização infantil, Contrabaixo elétrico, Bateria/Percussão, Bombardão, Bombardino, Trombone, Trompete, Canto, Clarinete, Flauta, Guitarra, Oboé, Saxofone, Viola de arco, Violão clássico, Violino, Violoncelo.

## Conjuntos musicais
As apresentações dos grupos artísticos da escola são variadas entre eles estão:  Grupo de Violões, Duo Palhetas Duplas e Piano, Art Trio Castellari, tenor Cléber Volpato, Grupo Brazuka Som, Coral Canto da Terra, Grupo Chorata, Conjunto de Teclados, Musicalização Infantil, Banda Sinfônica e Orquestra de Metais.